# Родин, Дмитрий Олегович
Дми́трий Оле́гович Родин (род. 31 августа 1961, Алма-Ата) — казахстанский лётчик, Народный герой Казахстана (2016).

## Биография
После окончания лётного училища в Саратовской области в 1981 году начинал свой трудовой путь в авиации с полётов на маленьких самолетах Ан-2, Ан-24, Ан-26. С 2014 года работал лётчиком в авиакомпании Bek Air.
27 марта 2016 года лётчик Дмитрий Родин сумел посадить самолёт Fokker-100 в аэропорту Астаны без переднего шасси. На борту находились 116 пассажиров и 5 членов экипажа, никто из них не пострадал. В мае 2016 года Родину было присвоено звание «Халық Қаһарманы» (Народный Герой) с вручением знака особого отличия — Золотой звезды и ордена «Отан».